# Celestus fowleri
Celestus fowleri là một loài thằn lằn trong họ Anguidae. Loài này được Schwartz mô tả khoa học đầu tiên năm 1971.